# Liste der Monuments historiques in Clamerey
Die Liste der Monuments historiques in Clamerey führt die Monuments historiques in der französischen Gemeinde Clamerey auf.

## Liste der Immobilien
| Bezeichnung                  | Beschreibung               | Standort                            | Kennzeichnung | Schutzstatus | Datum | Bild           |
| ---------------------------- | -------------------------- | ----------------------------------- | ------------- | ------------ | ----- | -------------- |
| Château de Ledavrée          | Burgruine, 15. Jahrhundert | Ledavrée, nördlich des Ortes (Lage) | PA00112214    | Inscrit      | 1928  | weitere Bilder |
| Friedhofskreuz               | Stein, 17. Jahrhundert     | Clamerey, rue de l’Église (Lage)    | PA00112215    | Inscrit      | 1929  | weitere Bilder |
| Kirche St-Cyr-et-Ste-Julitte | ab dem 12. Jahrhundert     | Clamerey, rue de l’Église (Lage)    | PA00112216    | Inscrit      | 1988  | weitere Bilder |

## Liste der Objekte
| Bezeichnung                                                | Beschreibung                               | Standort                                             | Kennzeichnung | Schutzstatus | Datum | Bild           |
| ---------------------------------------------------------- | ------------------------------------------ | ---------------------------------------------------- | ------------- | ------------ | ----- | -------------- |
| Grabstein für Louis Quinart de Thelis und Jaquette de Crux | Kalkstein, bezeichnet 1381                 | Clamerey, in der Kirche St-Cyr-et-Ste-Julitte (Lage) | PM21000628    | Classé       | 1913  |                |
| Pietà                                                      | Kalkstein, farbig gefasst, 16. Jahrhundert | Clamerey, in der Kirche St-Cyr-et-Ste-Julitte (Lage) | PM21000629    | Classé       | 1913  |                |
| Skulptur eines Bischofs                                    | Kalkstein, farbig gefasst, 16. Jahrhundert | Clamerey, in der Kirche St-Cyr-et-Ste-Julitte (Lage) | PM21000630    | Classé       | 1913  |                |
| Skulptur Heilige Margaretha                                | Kalkstein, farbig gefasst, 16. Jahrhundert | Clamerey, in der Kirche St-Cyr-et-Ste-Julitte (Lage) | PM21000631    | Classé       | 1913  |                |
| Skulptur Heiliger Eligius                                  | Kalkstein, farbig gefasst, 16. Jahrhundert | Clamerey, in der Kirche St-Cyr-et-Ste-Julitte (Lage) | PM21000632    | Classé       | 1913  |                |
| Grabstein für Aime Julien                                  | Kalkstein, bezeichnet 1569                 | Clamerey, in der Kirche St-Cyr-et-Ste-Julitte (Lage) | PM21000633    | Classé       | 1931  |                |
| Skulptur einer Heiligen mit Buch                           | Kalkstein, farbig gefasst, 16. Jahrhundert | Clamerey, in der Kirche St-Cyr-et-Ste-Julitte (Lage) | PM21000634    | Classé       | 1976  |                |
| Drei Sarkophage                                            | Kalkstein, um 800                          | Clamerey, auf dem Friedhof (Lage)                    | PM21000635    | Classé       | 1913  | weitere Bilder |
| Zwei Sarkophage                                            | Kalkstein, um 800                          | Clamerey, auf dem Friedhof (Lage)                    | PM21000636    | Classé       | 1939  | weitere Bilder |
| Skulptur Heiliger Ludwig                                   | Holz, farbig gefasst, 17. Jahrhundert      | Clamerey, in der Kirche St-Cyr-et-Ste-Julitte (Lage) | PM21003386    | Inscrit      | 1972  |                |